# Schoonspringen op de Olympische Zomerspelen 1972
Schoonspringen is een van de sporten die beoefend werden tijdens de Olympische Zomerspelen 1972 in München.

## Heren

### 3 m plank
| rang   | sporter              | land | punten |
| ------ | -------------------- | ---- | ------ |
| Goud   | Vladimir Vasin       | URS  | 594.09 |
| Zilver | Giorgio Cagnotto     | ITA  | 591.63 |
| Brons  | Craig Lincoln        | USA  | 577.29 |
| 4      | Klaus Dibiasi        | ITA  | 559.05 |
| 5      | Michael Finneran     | USA  | 557.34 |
| 6      | Vjatsjeslav Strachov | URS  | 556.20 |
| 7      | Falk Hoffmann        | GDR  | 544.95 |
| 8      | Norbert Huda         | FRG  | 524.16 |

### 10 m torenspringen
| rang   | sporter             | land | punten |
| ------ | ------------------- | ---- | ------ |
| Goud   | Klaus Dibiasi       | ITA  | 504.12 |
| Zilver | Richard Rydze       | USA  | 480.75 |
| Brons  | Giorgio Cagnotto    | ITA  | 475.83 |
| 4      | Lothar Matthes      | GDR  | 465.75 |
| 5      | David Ambartsoemjan | URS  | 463.56 |
| 6      | Richard Early       | USA  | 462.45 |
| 7      | Vladimir Kapyroelin | URS  | 459.21 |
| 8      | Carlos Giron        | MEX  | 442.41 |

## Dames

### 3 m plank
| rang   | sporter           | land | punten |
| ------ | ----------------- | ---- | ------ |
| Goud   | Micki King        | USA  | 450.03 |
| Zilver | Ulrika Knape      | SWE  | 434.19 |
| Brons  | Marina Janicke    | GDR  | 430.92 |
| 4      | Janet Ely         | USA  | 420.99 |
| 5      | Beverly Boys      | CAN  | 418.89 |
| 6      | Agneta Henriksson | SWE  | 417.48 |
| 7      | Cynthia Potter    | USA  | 413.58 |
| 8      | Elżbieta Wierniuk | POL  | 408.36 |

### 10 m torenspringen
| rang   | sporter           | land | punten |
| ------ | ----------------- | ---- | ------ |
| Goud   | Ulrika Knape      | SWE  | 390.00 |
| Zilver | Milana Duchková   | TCH  | 370.92 |
| Brons  | Marina Janicke    | GDR  | 360.54 |
| 4      | Janet Ely         | USA  | 352.68 |
| 5      | Micki King        | USA  | 346.38 |
| 6      | Sylvia Fiedler    | GDR  | 341.67 |
| 7      | Nancy Robertson   | CAN  | 334.02 |
| 8      | Ingeborg Pertmayr | AUT  | 321.03 |

## Medaillespiegel
| rang   | land              | goud | zilver | brons | totaal |
| ------ | ----------------- | ---- | ------ | ----- | ------ |
| 1      | Italië            | 1    | 1      | 1     | 3      |
| 1      | Verenigde Staten  | 1    | 1      | 1     | 3      |
| 3      | Zweden            | 1    | 1      | 0     | 2      |
| 4      | Sovjet-Unie       | 1    | 0      | 0     | 1      |
| 5      | Tsjecho-Slowakije | 0    | 1      | 0     | 1      |
| 6      | DDR               | 0    | 0      | 2     | 2      |
| totaal | totaal            | 4    | 4      | 4     | 12     |